# Флавий Салия
Флавий Салия (лат. Flavius Salia) — государственный деятель Римской империи середины IV века, консул 348 года.

## Биография
В 344—348 годах Салия занимал высокий пост магистра конницы при западном императоре Константе. После собора в Сердике он, вместе с двумя епископами, был послан Константом с письмом к Констанцию II, восточному императору. В письме содержалось требование вернуть Афанасию Александрийскому епископскую кафедру в Александрии, с которой тот был смещен придерживавшимся арианства Констанцием. В 348 году он был назначен консулом вместе с префектом претория Востока Флавием Филиппом.
Известно, что Салия был ревностным христианином-никейцем.